# 平行长逍遥蛛
平行长逍遥蛛（学名：Tibellus parallelus）为逍遥蛛科长逍遥蛛属的动物。分布于古北区以及中国大陆的新疆等地，常生活于草丛、林带以及农田。